# Hlídač č. 47 (kniha)
Hlídač č. 47 je psychologický román českého spisovatele Josefa Kopty, poprvé vydaný roku 1926 v nakladatelství Čin. Příběh byl několikrát zfilmován.

## Děj
Hlavním hrdinou je traťový hlídač František Douša, který se zúčastnil bitvy U Sadové (1866 – prusko-rakouská válka). Po válce se vrací zpět domů a neustále se mu vracejí zážitky z války.
Jednoho dne zde zachrání hrobníka, který chce skočit pod vlak. Ferda, hrobníkův syn, jde hned druhý den poděkovat za záchranu Doušově manželce Aničce, ale uvidí ho sousedé a začnou spekulace o jejich vztahu. Po 9 měsících se Aničce narodí dcera a vesnice nepochybuje, že otcem je Ferda. Po několika měsících hrobník umírá a Ferda se v opilosti pokusí zapálit Doušovi seník. To se mu však nepodaří a zastřelí se; z činu je podezřelý Douša.
Následkem dříve vybuchlého granátu u ucha Douša dočasně ohluchne, ale sluch se mu po 3 nedělích vrátí. Douša se ale rozhodne hluchotu i nadále předstírat, čímž se dostane z nepříjemné celodenní práce a může si pořídit hospodu. Také se díky tomu dozvídá, co si o něm ostatní myslí. Nakonec Františka zabije Ferdův kamarád, který nevěří tomu, že by se Ferda zabil sám.